# Нове залізничне сполучення через Альпи

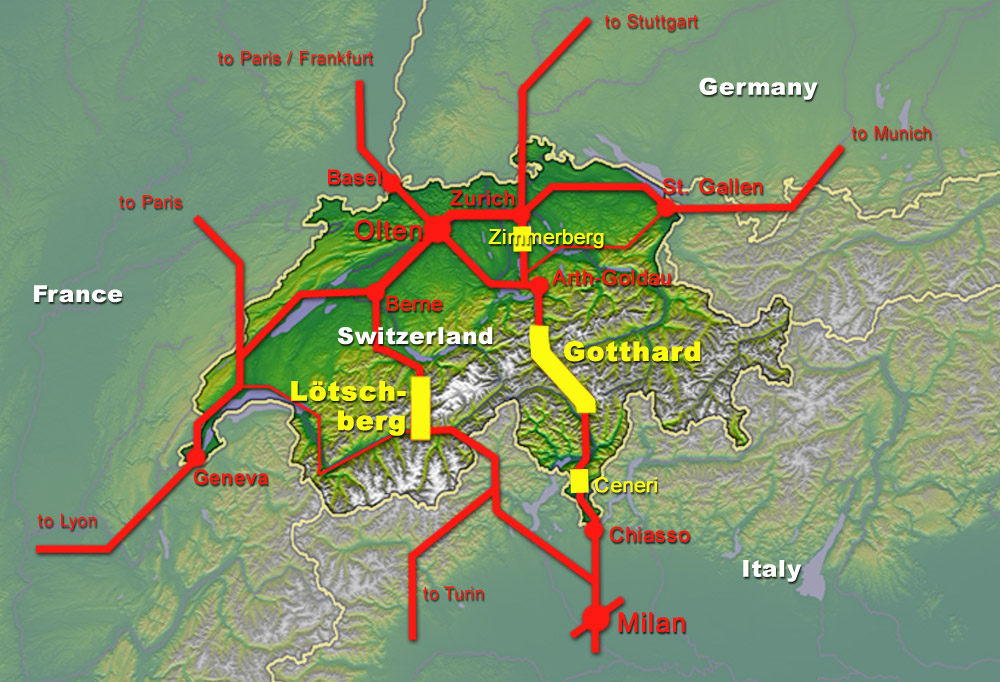
AlpTransit у центральноєвропейській мережі залізниць

Нове залізничне сполучення через Альпи, скорочено НЗСА (англ. New Railway Link through the Alps, NRLA, нім. Neue Eisenbahn-Alpentransversale, NEAT, фр. Nouvelles lignes ferroviaires à travers les Alpes, NLFA, італ. Nuova ferrovia transalpina, NFTA), також відомий як AlpTransit — найбільший в історії Швейцарії проєкт залізничної інфраструктури, що має на меті пришвидшити залізничне сполучення з півдня на північ через Швейцарські Альпи та збільшити його пропускну здатність шляхом розбудови мережі базисних тунелів і супутньої інфраструктури.
На початку проєкту 1998 року його прогнозована вартість становила 12,189 млрд CHF, а станом на 2015 рік загальний кошторис прогнозовувався на рівні 17,900 млрд CHF. У 1998 році прогнозована загальна вартість Готтардського базисного тунелю становила 6,323 млрд CHF; у грудні 2015 року його остаточна вартість прогнозувалася на рівні 9,560 млрд CHF.

## Напрямки
Проєкт поділяється на два напрямки — Готтардську вісь із Готтардським базисним тунелем — чільним об'єктом NRLA, і Лечберзьку вісь із Лечберзьким базисним тунелем.

### Готтардська вісь
Головною віссю є магістраль Цюрих — Мілан, яка відіграє дуже важливу роль у транзитних перевезеннях між Німеччиною та Італією. Особливим пріоритетом було розвантажити інтенсивно використовувану, відносно круту та звивисту Готтардську залізницю через Лепонтинські Альпи, побудовану 1882 року.
Окрім Готтардського базисного тунелю, Готтардська вісь також складається з Циммерберзького (на півночі від Готтарду) та Ченерійського (на півдні від Готтарду) базисних тунелів. Будівництво виконувалося компанією AlpTransit Gotthard за контрактом із федеральним урядом Швейцарії. Ця вісь є першою залізницею низького пролягання через Альпи — її максимальна висота становить лише 550 метрів над рівнем моря.
У квітні 2003 року першою в експлуатацію була введена перша черга Циммерберзького тунелю завдовжки 9,4 км, сполучивши Цюрих із Тальвілем. 1 червня 2016 року відкрито ключову ділянку осі — найбільший у світі Готтардський базисний тунель завдовжки 57 км. Наступним великим кроком стало введення Ченерійського базисного тунелю завдовжки 15,4 км в експлуатацію 13 грудня 2020 року.
Станом на початок 2023 року єдиною незавершеною ділянкою Готтардської осі залишається друга черга Циммерберзького тунелю — від Тальвілю до Цугу завдовжки 10,8 км. 2019 року Федеральні збори Швейцарії проголосували за включення другої черги до довгострокового плану розвитку на 2030—2035 роки.

### Лечберзька вісь

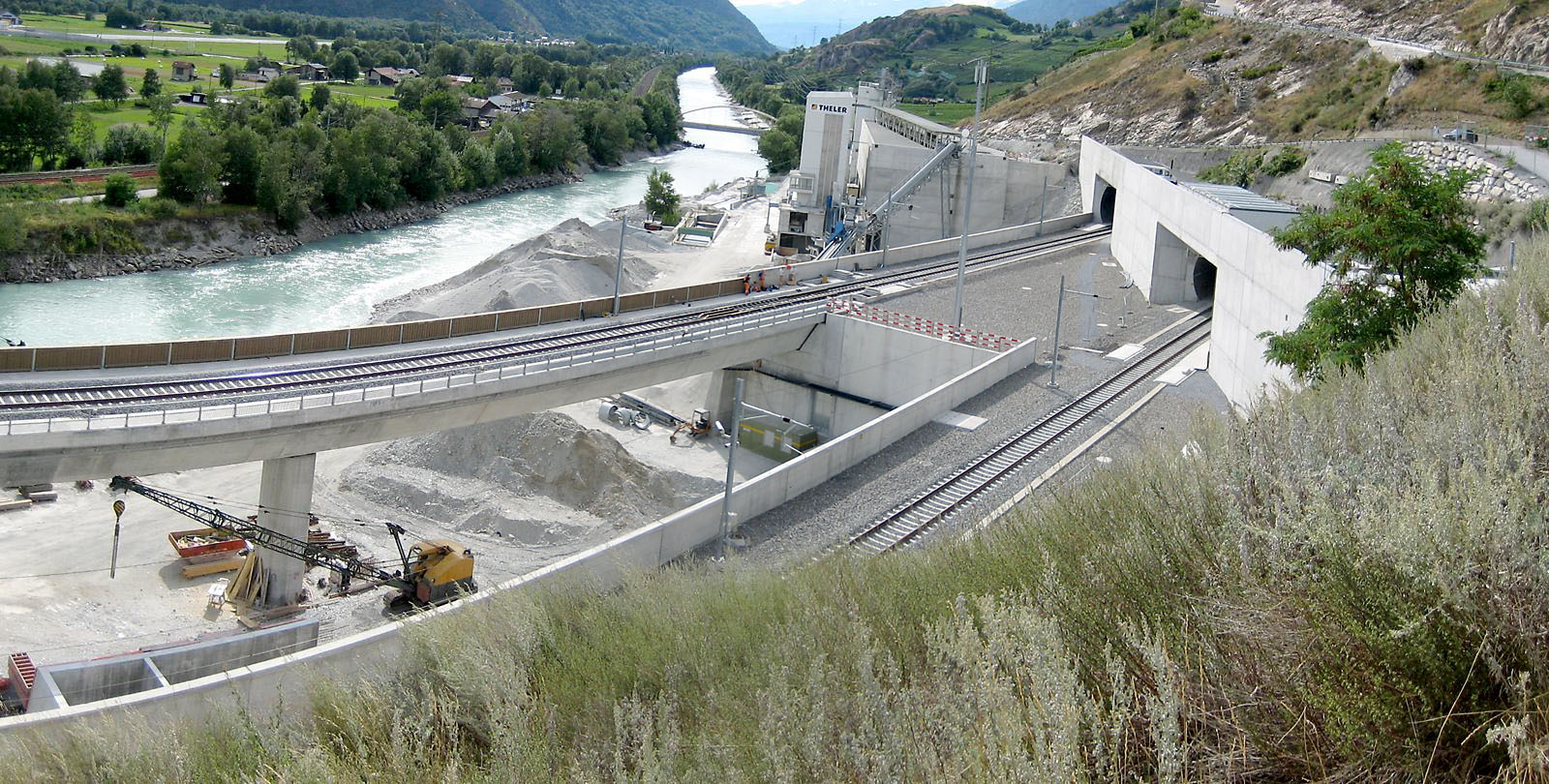
Південний портал Лечберзького базисного тунелю поблизу Рарону в кантоні Вале

Лечберзька вісь складається з Лечберзького базисного тунелю завдовжки 34,6 км крізь Бернські Альпи, першу чергу якого відкрито для руху в червні 2007 року. Її будівництвом займалася компанія BLS AlpTransit Lötschberg AG. Являючи собою західну вісь транальпійської магістралі, Лечберг є ділянкою на напрямку Базель — Ольтен — Берн — Бріг — Домодоссола — Мілан. Південним продовженням Лечберзької осі слугує Сімплонський тунель завдовжки 19,8 км, відкритий у 1905 році.
Через перевитрату коштів NRLA частину фінансування з Лечбергу було перенаправлено на будівництво Готтардського базисного тунелю, тому лише один із двох тунелів — східний — було завершено та повністю обладнано для використання залізницею. Загалом завершено 14 кілометрів західного тунелю, ще 14 кілометрів пройдено, але не обладнано, і ще 7 кілометрів залишається пробурити. Високошвидкісні стрілочні переводи дозволяють використовувати добудовану третину як роз'їзд, але 21 км одноколійної залізниці без роз'їздів ускладнює експлуатацію та значно зменшує пропускну здатність лінії. У кожному напрямку поїзди ходять по черзі з великими інтервалами, а ті, що запізнюються більш ніж на сім хвилин, перенаправляються на стару залізницю чи повинні чекати наступного вільного інтервалу в тунелі. що призводить до значних затримок у русі.
2016 року було укладено контракт на проєктування добудови другої частини Лечберзького базисного тунелю, вартість якої оцінюється в 1 млрд CHF. План добудови було представлено навесні 2019 року. Очікується, що 2023 року має бути прийнято рішення між облаштуванням існуючих 14 км необладнаних тунелів і повним завершенням будівництва західного тунелю. Попри те, що варіант повної добудови дорожчий і займає на два роки більше часу, він здатний забезпечити набагато більшу пропускну здатність і дозволяє уникнути повного закриття лінії на вісім місяців.

## Політичне підґрунтя
Проєкт було прийнято шляхом всенародного голосування 27 вересня 1992 року і повторно затверджено після прийняття нової структури його фінансування з нового громадського транспортного фонду FinöV у 1999 році.